# Миллиметр

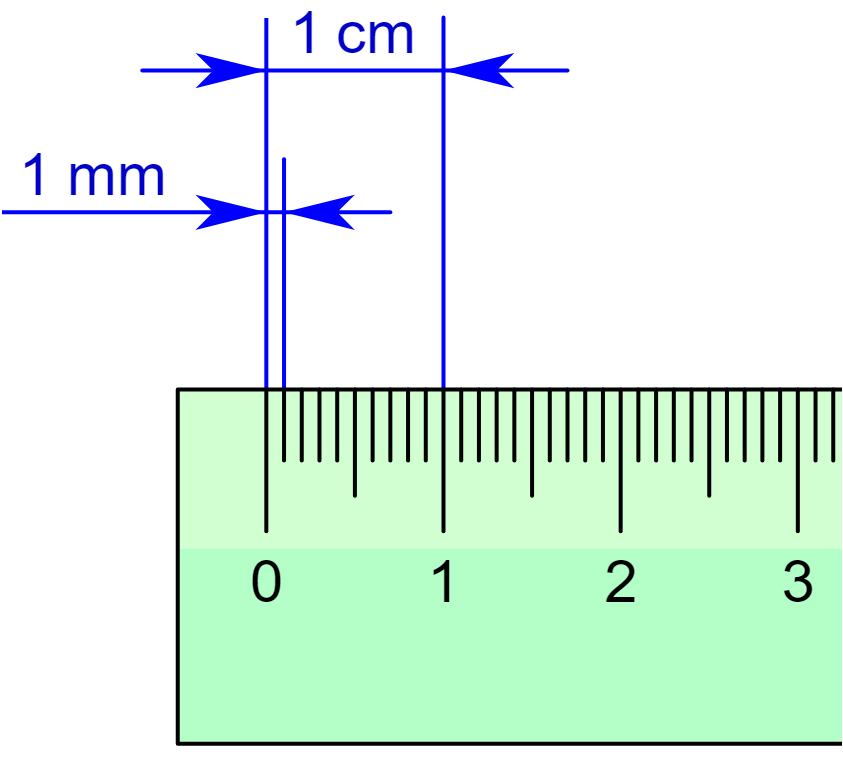
Миллиметр

Миллиме́тр (от милли- и метр) — дольная единица измерения длины, равная 1/1000 доле метра. Русское обозначение: мм; международное: mm. Во многих странах на чертежах миллиметр является единицей длины по умолчанию: если размеры указаны без единиц измерения, то это размеры в миллиметрах.
1 мм = 0,001 м = 0,01 дм = 0,1 см = 1000 мкм.
Код по ОКЕИ: 003.